# Getreidekasten (Iffeldorf)

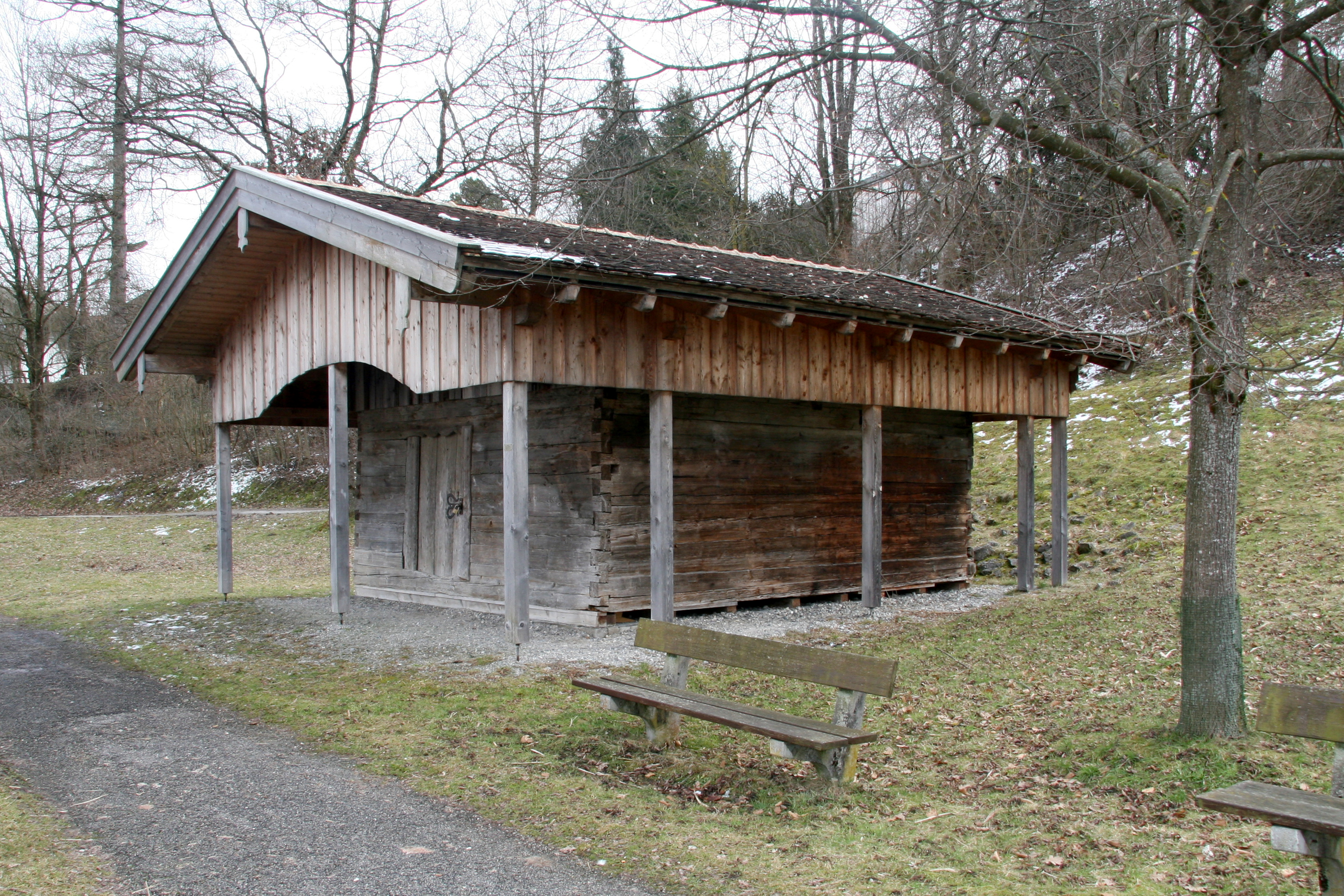
Getreidekasten in Iffeldorf

Der Getreidekasten in Iffeldorf, einer oberbayrischen Gemeinde im Landkreis Weilheim-Schongau, wurde Mitte des 17. Jahrhunderts errichtet. Der ehemalige Getreidespeicher am Waschseeweg ist ein geschütztes Baudenkmal.
Der erdgeschossige Blockbau mit neuem Überbau wurde in den 1990er Jahren an seine heutige Stelle versetzt. 